# بي إم دبليو الفئة السابعة
إن الفئة السابعة 7 Series هي إحدى فئات المركبات المصنعة من قبل شركة بي إم دبليو الألمانية للسيارات. وهذه الفئة، والتي تنتج فقط بشكل السيدان، تعتبر أفخر منتجات الشركة الألمانية بي إم دبليو. ولقد أنتج لهذة الفئة خمسة أجيال هي:
- BMW E23 (1977–1986)
- بي إم دبليو النسخة 7 (1987–1994)
- BMW E38 (1995–2001)
- BMW E65/E66 (2002–2008)
- BMW F01 (2009–present)

## الجيل الأول (E23؛ 1977–1986)

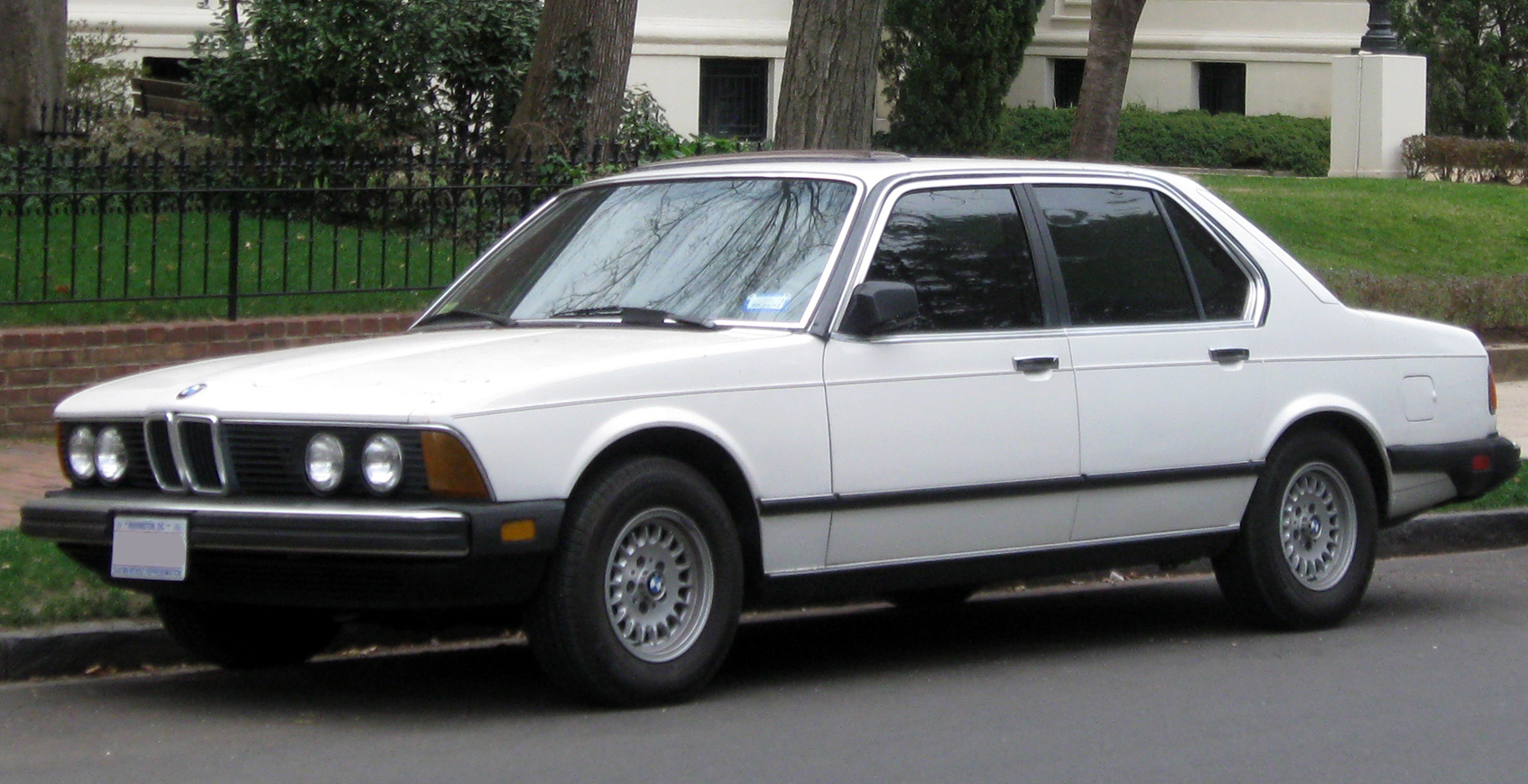
BMW 733i سيدان (الولايات المتحدة)

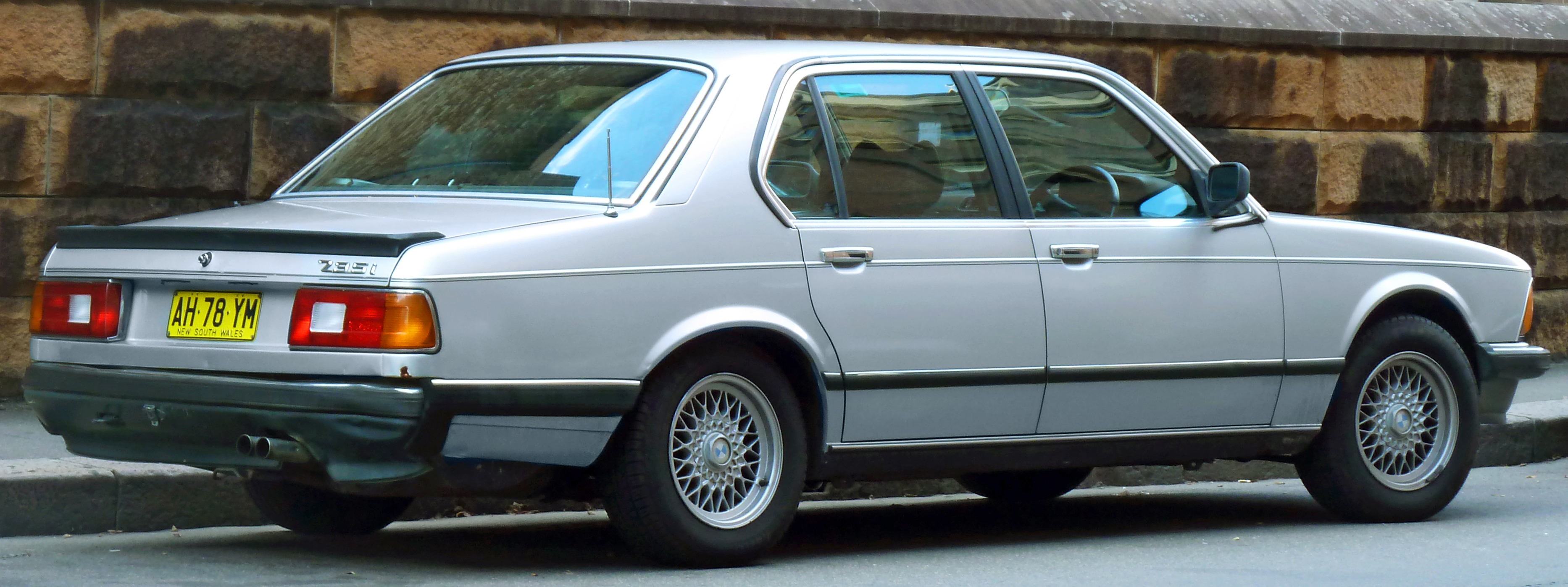
BMW 735i سيدان (أستراليا)

يعد الطراز E23 الجيل الأول من الفئة 7، وقد تم إنتاجه من عام 1977 إلى عام 1987. تم تصميمه على هيئة طراز سيدان بأربعة أبواب بمحركات ذات 6 أسطوانات، لتحل محل سيارات السيدان E3. من عام 1983 إلى عام 1986 كان الطراز متوفر أيضاً بمحرك توربو 6 أسطوانات.
قدم الطراز E23 العديد من الميزات الإلكترونية لأول مرة في سيارة BMW، بما في ذلك الكمبيوتر في مقصورة القيادة، ومؤشر الصيانة، «لوحة تحكم» (أضواء تحذير لتنبيه السائق إلى أخطاء النظام)، ونظام التحكم في مناخ المقصورة. وكان أول طراز من BMW مجهز بنظام منع انغلاق المكابح (ABS)، ووسادة هوائية للسائق، وانكماش أمامي مزدوج الارتباط.

## الجيل الثاني (E32؛ 1986–1994)

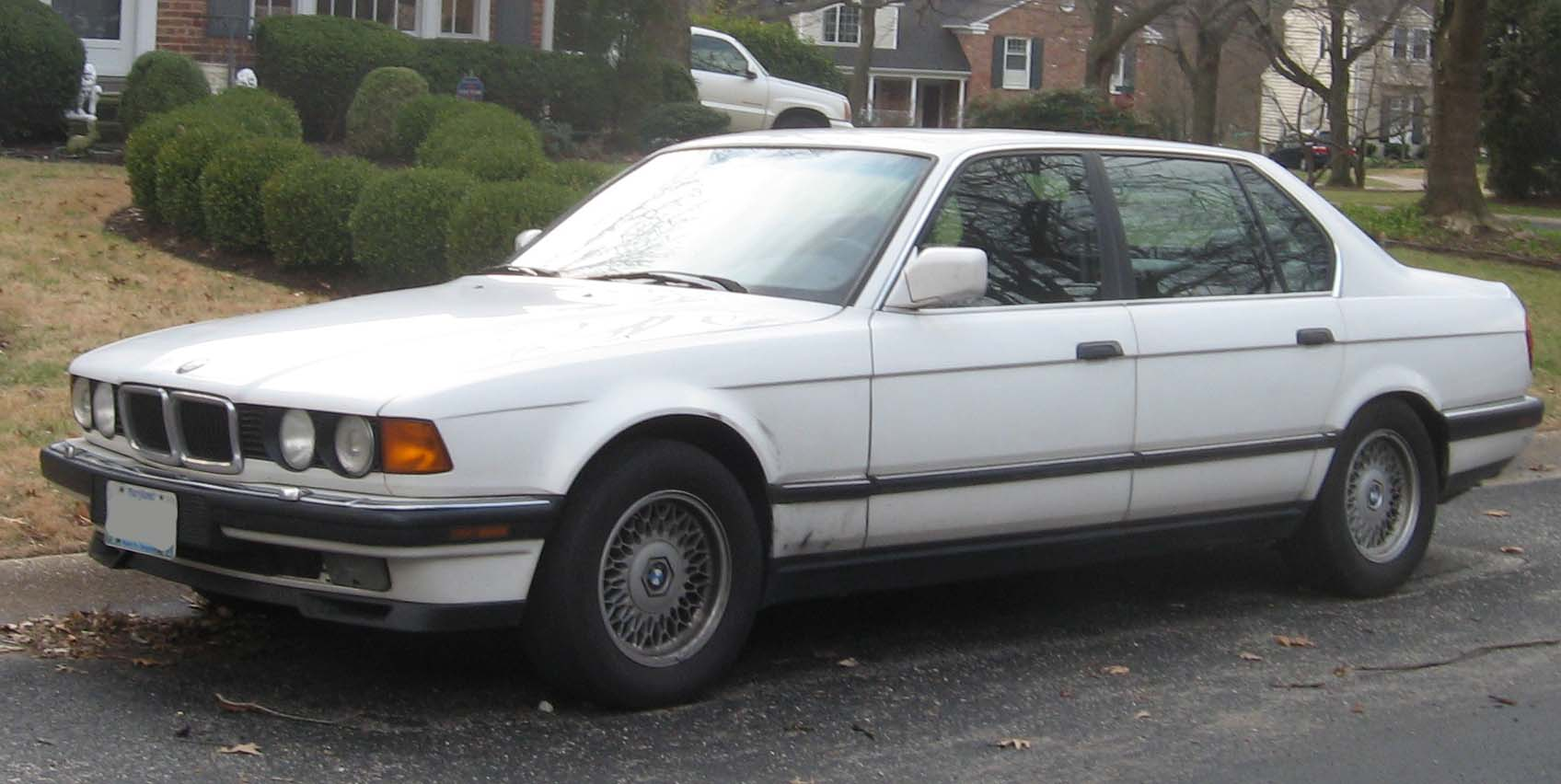
بي إم دبليو 740iL

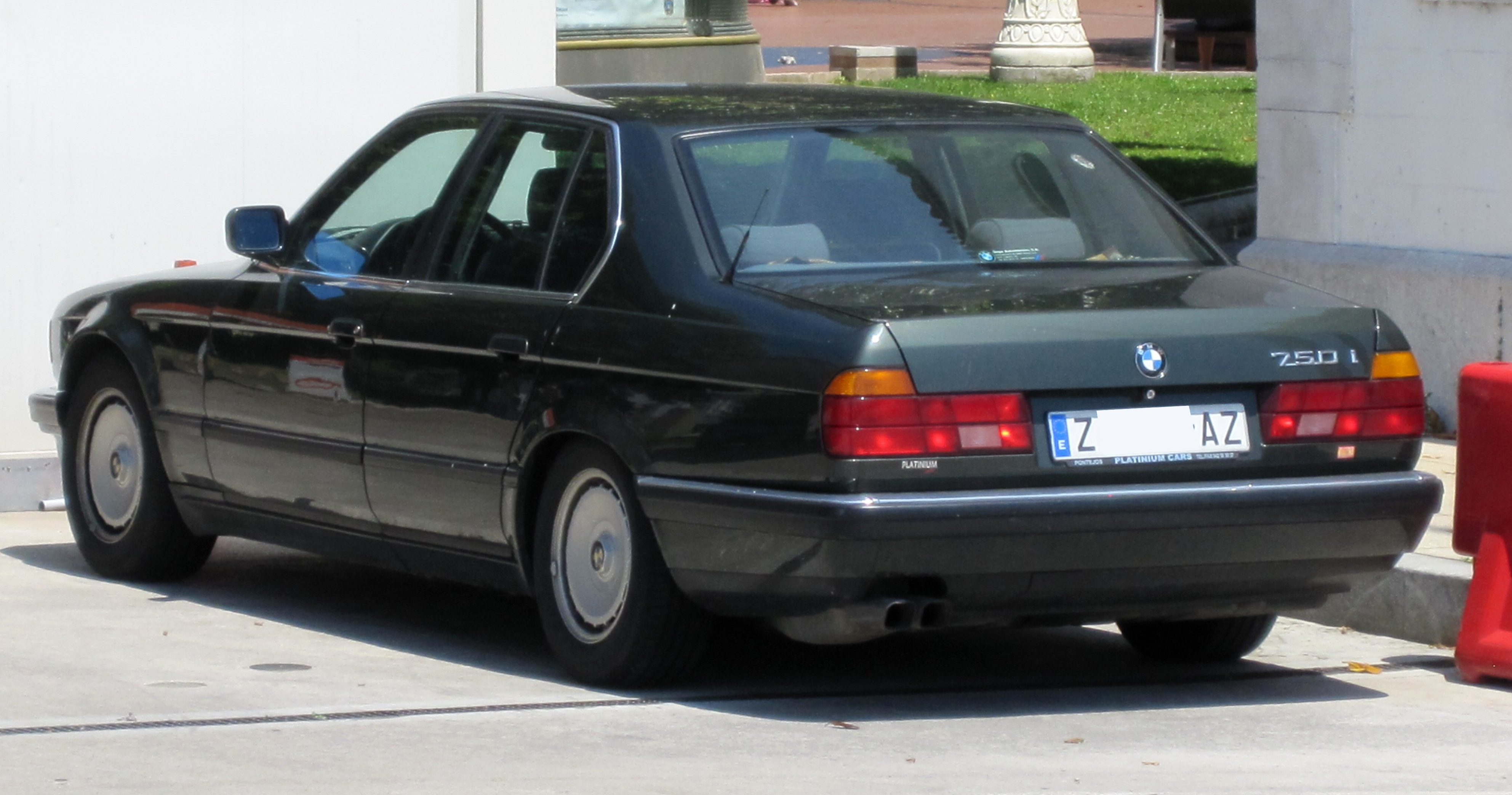
بي إم دبليو 750i

يعد الطراز E32 الجيل الثاني من الفئة السابعة، والذي تم إنتاجه من 1986 إلى 1994. كان متوفر في البداية بمحرك مستقيم بستة أسطوانات أو محرك V12. في عام 1992 صارت محركات V8 متاحة.
قدم E32 الميزات التالية لأول مرة في سيارات بي إم دبليو: التحكم الإلكتروني المثبط، ومحركات V12 و V8، وزجاج مزدوج، وموصل كان، ومصابيح أمامية زينون، وتحكم في الجر والتحكم المزدوج في مناخ المقصورة. كانت سيارة E32 750i هي أول سيارة تلتزم بحد أقصى للسرعة المُعين من بي إم دبليو والذي يبلغ 250 كم/س (155 ميل/س). كانت نماذج 'iL' هي المرة الأولى التي يتم فيها تقديم خيار قاعدة عجلات طويلة من قبل بي إم دبليو.

## الجيل الثالث (E38؛ 1994–2001)

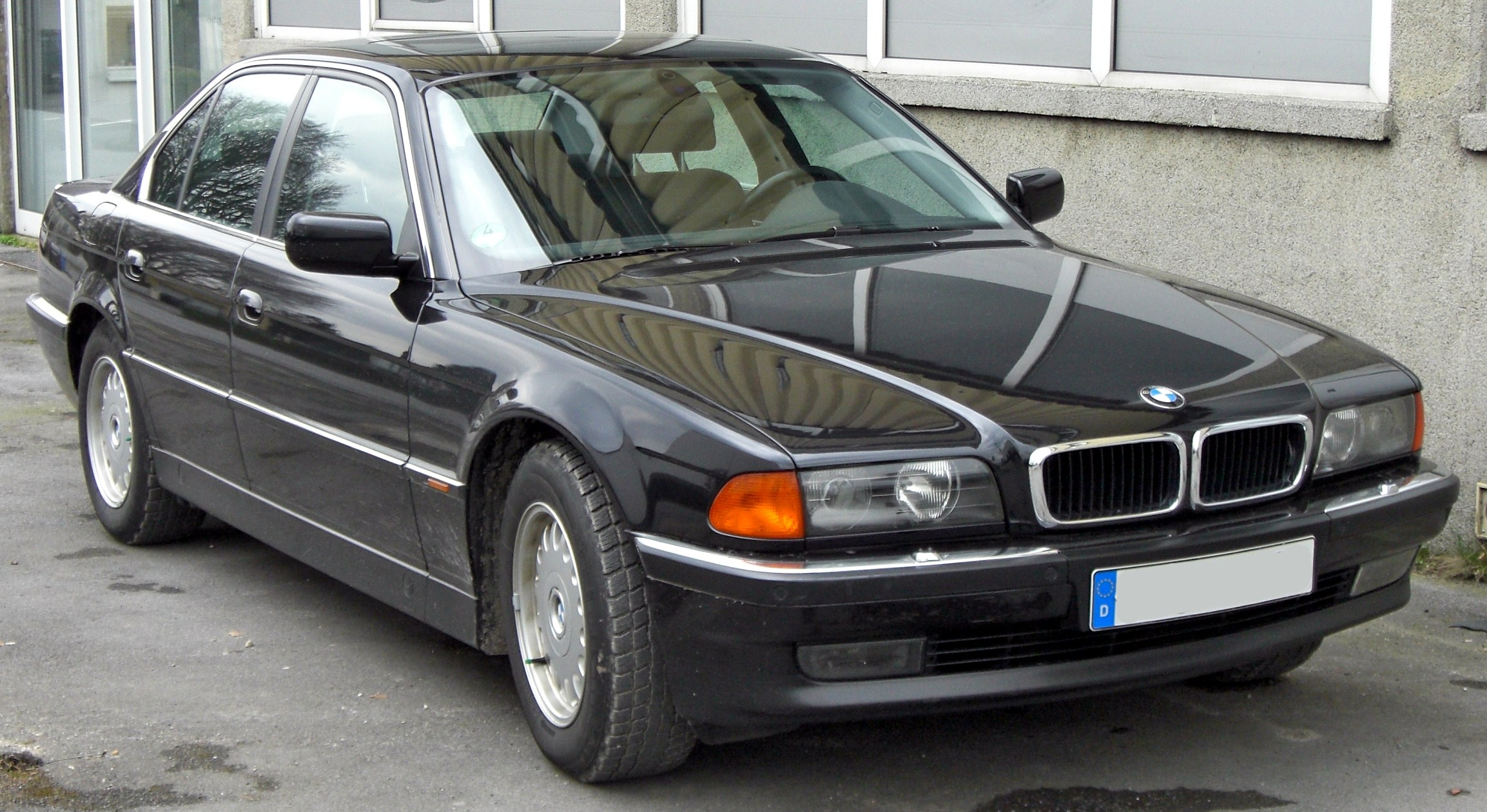
بي إم دبليو الفئة السابعة

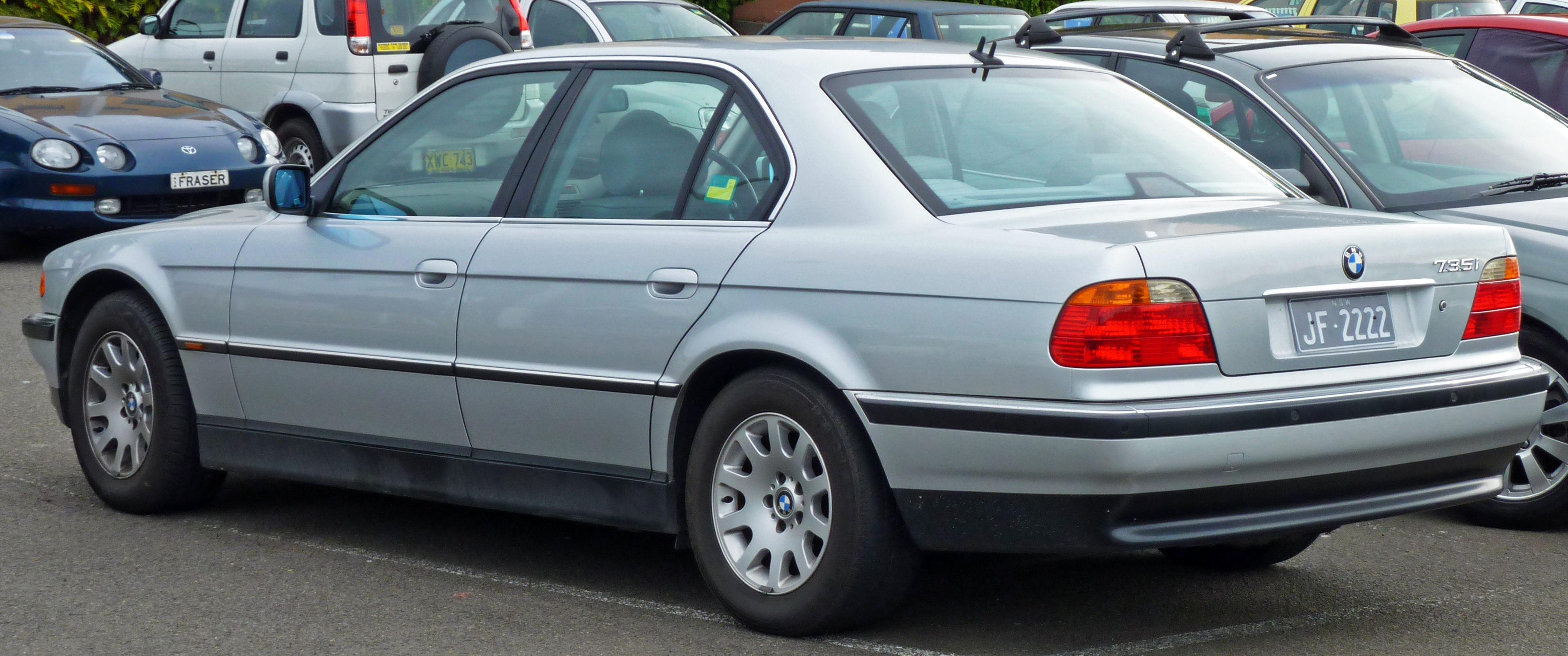
بي إم دبليو 735i (أستراليا)

يُعد الطراز E38 الجيل الثالث من الفئة السابعة، والذي تم إنتاجه من عام 1994 إلى عام 2001. وتألفت نطاقات الطراز من سيارات السيدان ذات قاعدة عجلات قياسية وقاعدة عجلات طويلة (نماذج "iL").
كانت محركات البنزين المتوفرة هي محركات مستقيمة ذات ستة أسطوانات ستة محركات ومحركات V8 ومحركات V12. كانت E38 أول سيارة من الفئة السابعة تتوفر بمحرك ديزل. في البداية كانت محركات توربو مستقيمة بستة أسطوانات، ومن ثم انضم إليها محركات توربو V8 في عام 1998.
كانت E38 أول سيارة يتوفر فيها وسائد هوائية جانبية. كانت أيضًا أول سيارة أوروبية تقدم خدمة الملاحة عبر الأقمار الصناعية وأول سيارة بي إم دبليو تضم تلفزيونًا مدمجًا.

## الجيل الرابع (E65/E66/E67/E68؛ 2001–2008)

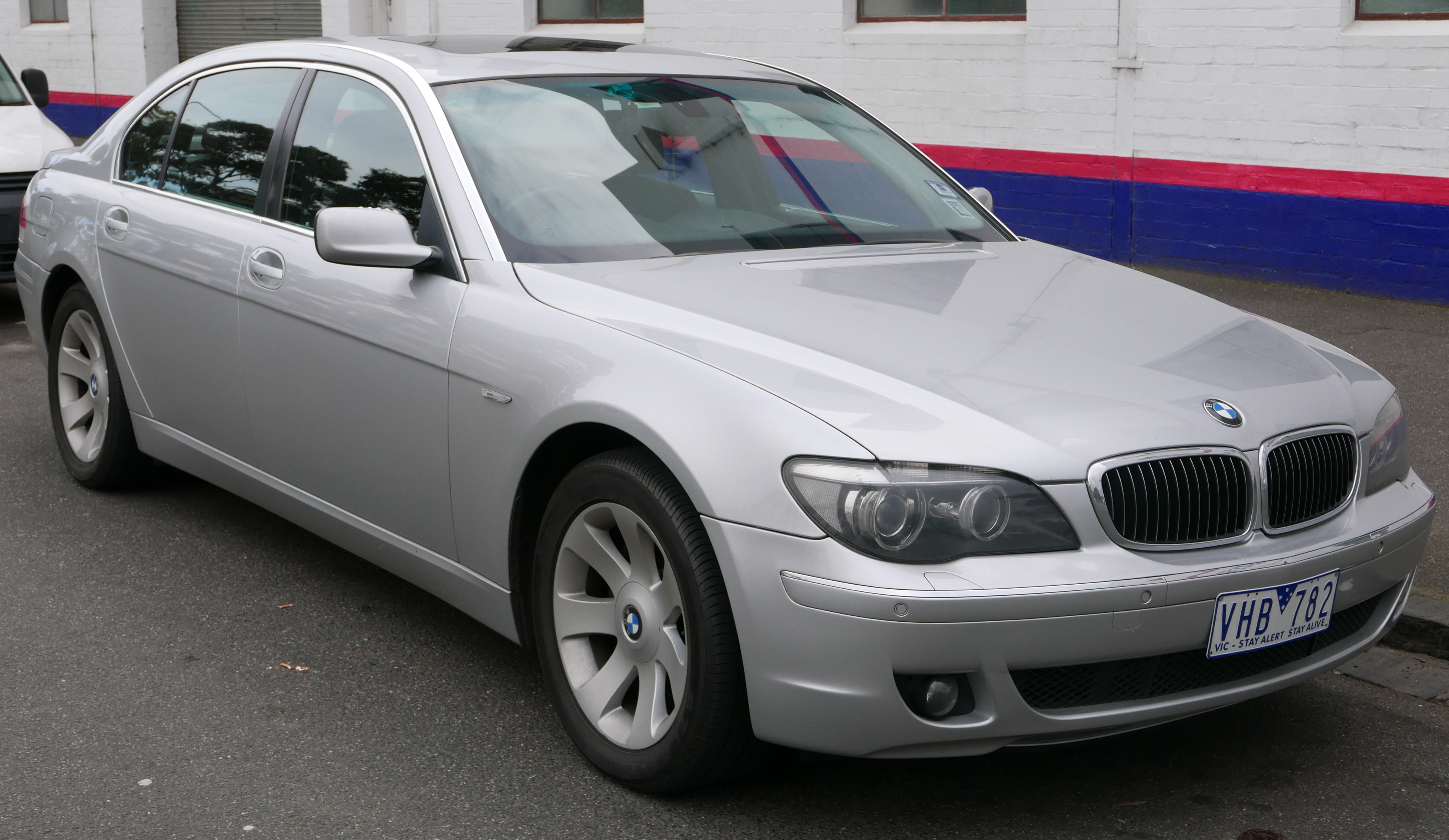
بي إم دبليو 740Li

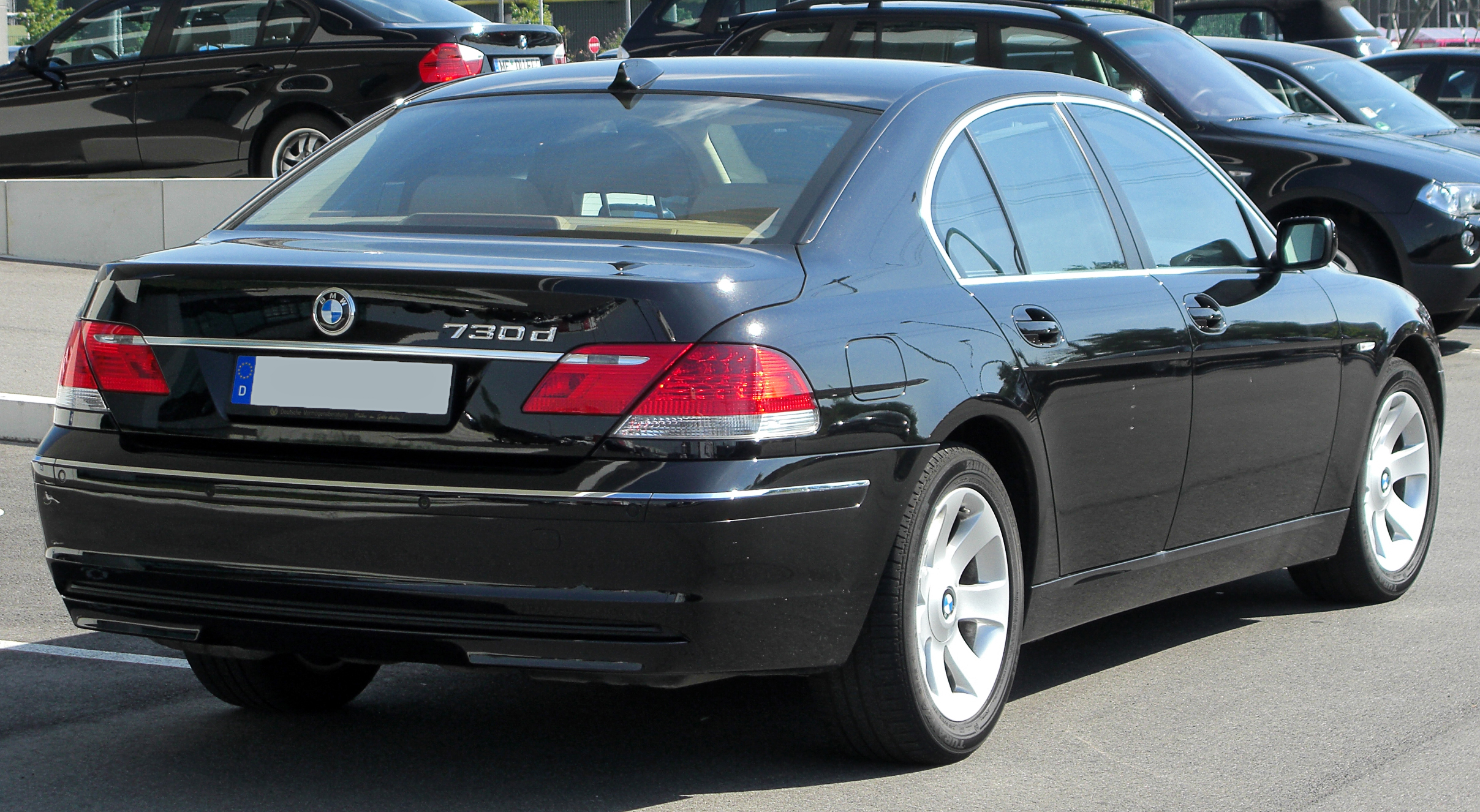
بي إم دبليو 730d مع شد وجه (ألمانيا)

تعد الطرازات E65/E66/E67/E68 الجيل الرابع من الفئة السابعة، والتي تم إنتاجها من عام 2002 إلى 2008. وتألفت مجموعة الطرازات من سيارات السيدان ذات قاعدة عجلات قياسية وقاعدة عجلات طويلة (نماذج "iL").
كانت الطرازات E65/E66/E67/E68 أول سيارات من بي ام دبليو تحويل نظام iDrive، التصميم الخارجي المسمى "flame-surfacing"، وقضبان موازنة، وناقل حركة أوتوماتيكي بـ 6 سرعات، مفتاح ذكي إلكتروني (حيث الاستغناء عن المفتاح المعدني التقليدي) ورؤية ليلية. كان نموذج 760i أول محرك منتج في العالم يعمل بتقنية الحقن المباشر (V12).

## الجيل الخامس (F01/F02/F03/F04؛ 2008–2015)

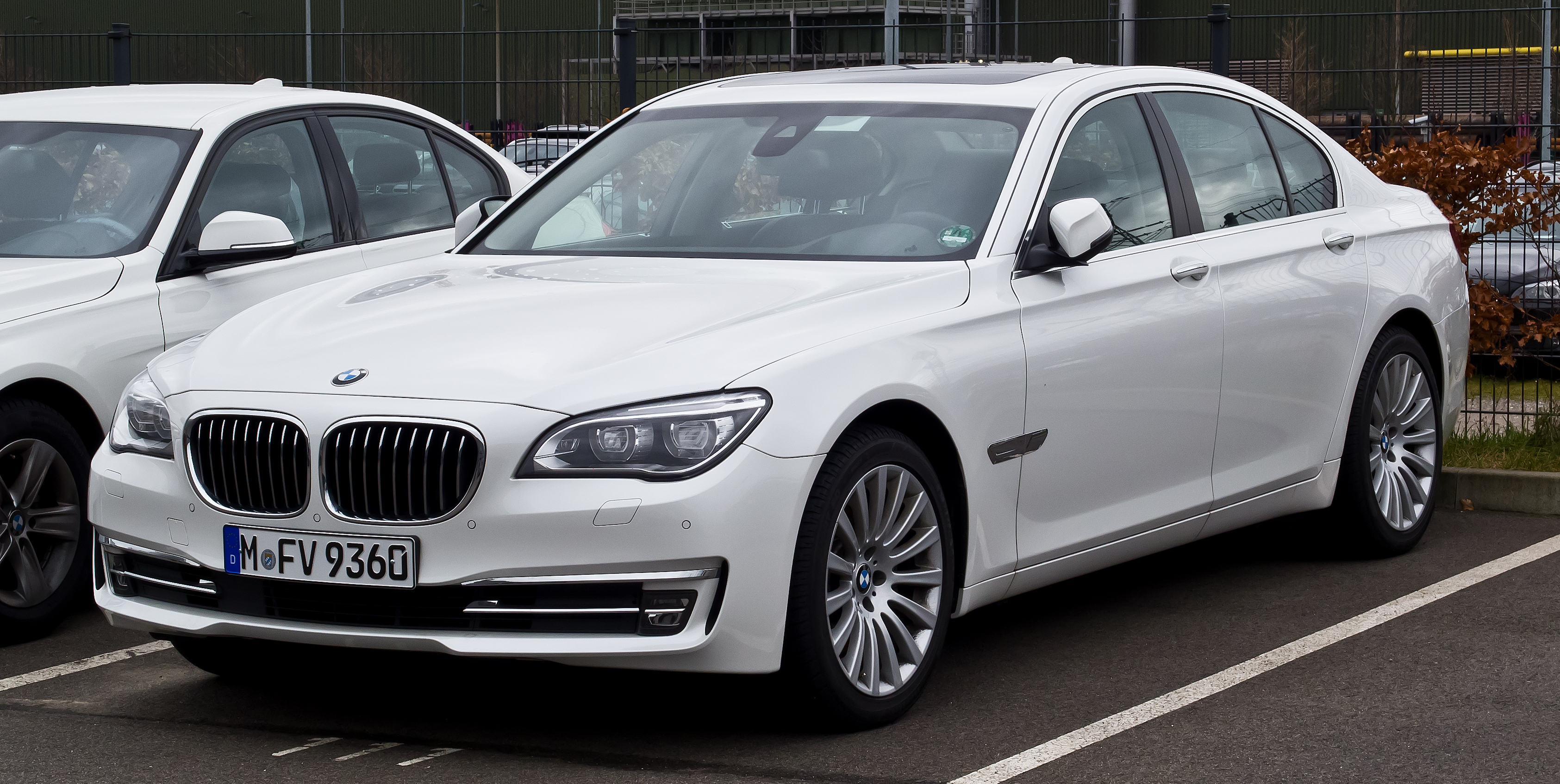
بي إم دبليو 730d xDrive

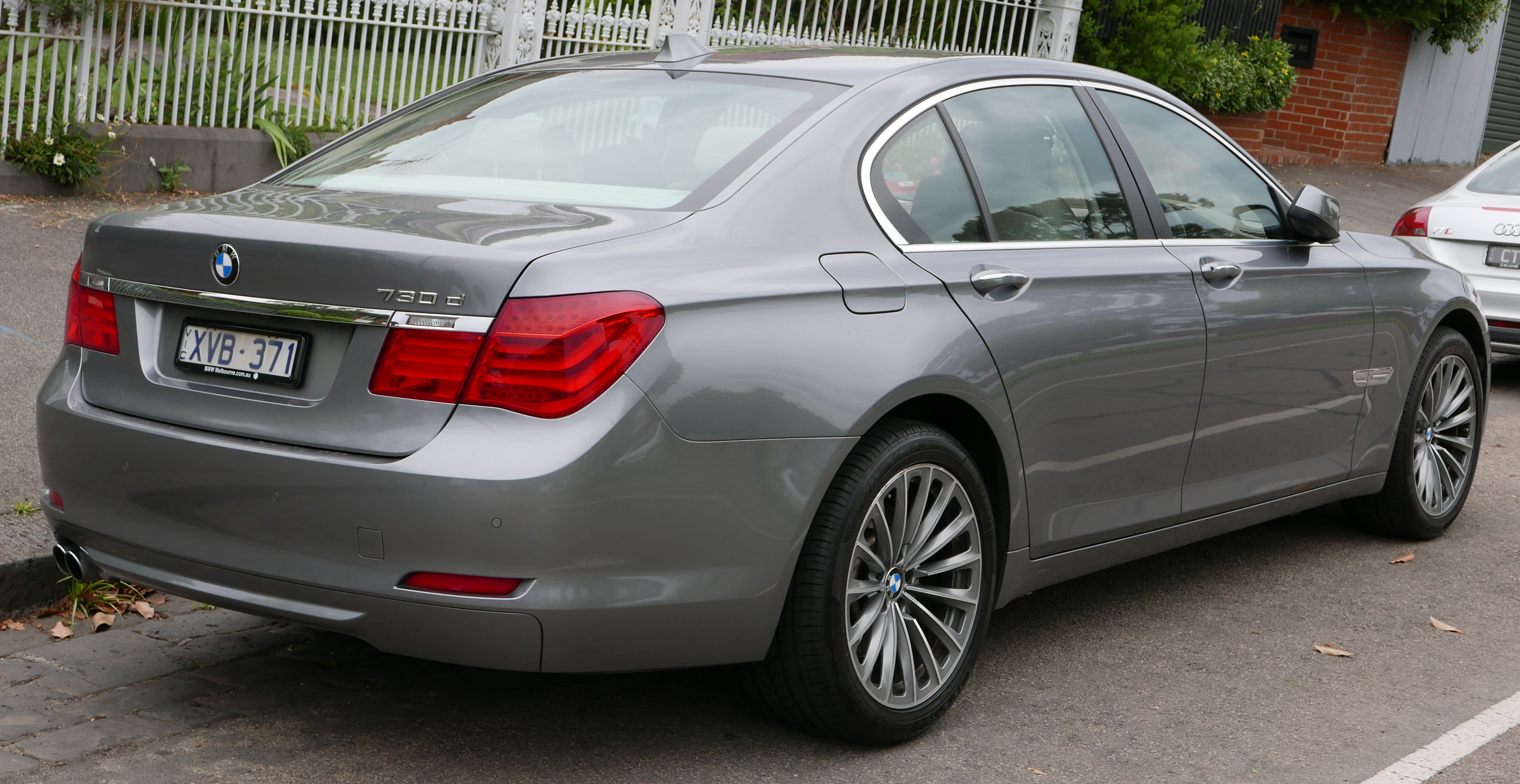
بي إم دبليو 730d (أستراليا)

تعد طرازات F01/F02/F03/F04 الجيل الخامس من الفئة السابعة، والتي تم إنتاجها من عام 2008 إلى عام 2015. وتألفت مجموعة الطرازات من سيارات السيدان ذات قاعدة عجلات قياسية وقاعدة عجلات طويلة (نماذج "iL").
F01 كان أول طراز من بي إم دبليو مجهز بنظام دفع هجين ("ActiveHybrid 7")، وناقل حركة أوتوماتيكي بـ 8 سرعات ومحرك V12 توربيني. كان أيضاً أول طراز من الفئة السابعة مجهز بمحرك بنزين توربيني ذو دفع رباعي (XDrive).

## الجيل السادس (G11/G12؛ منذ 2015)

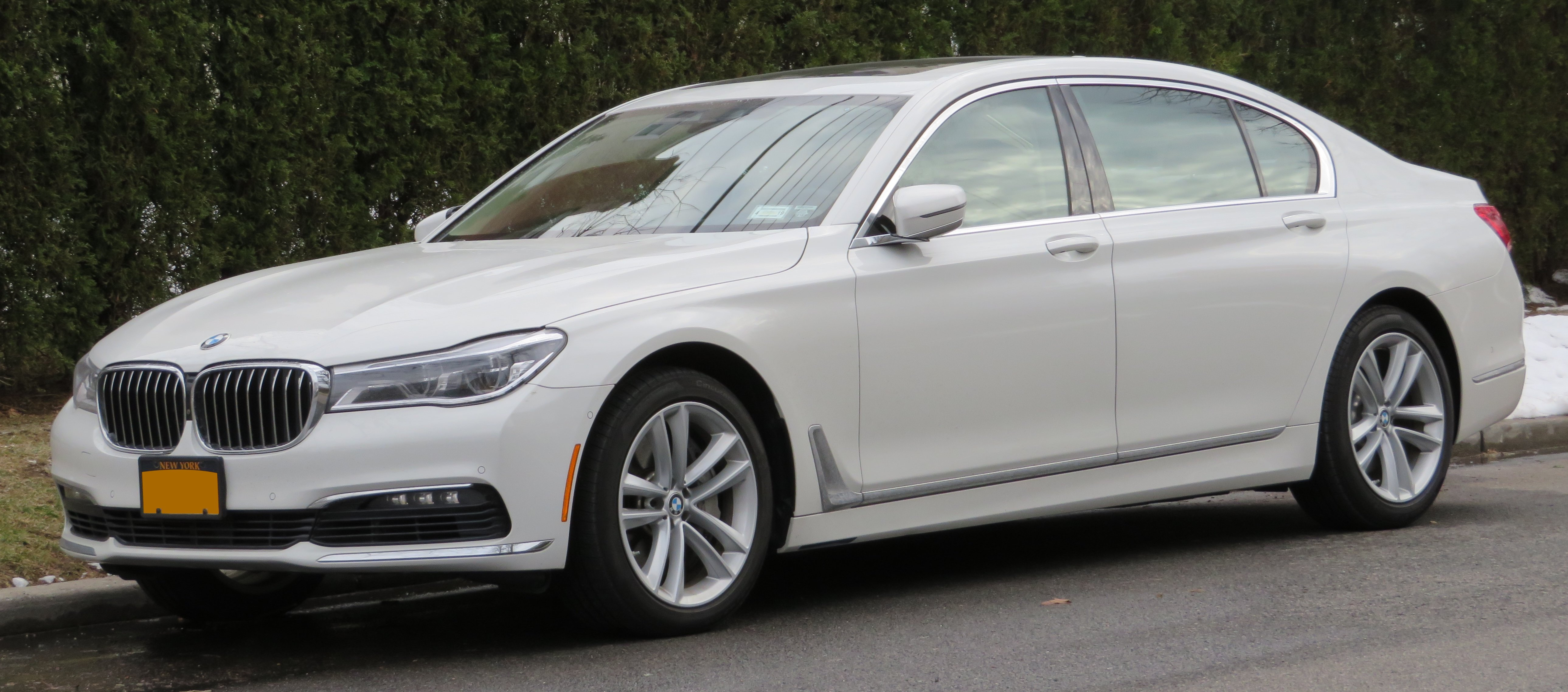
بي إم دبليو 750i - G12

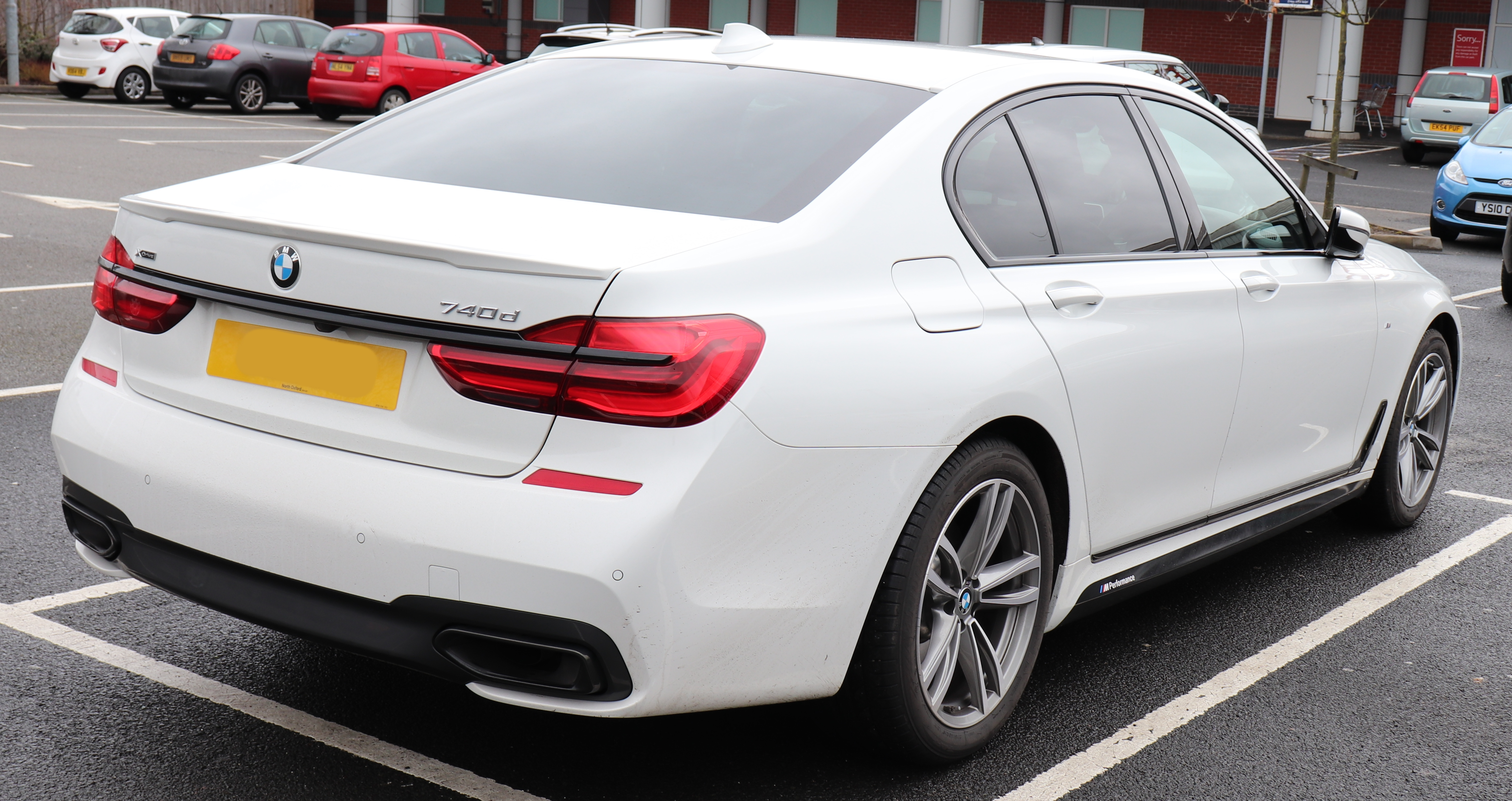
بي إم دبليو 740d - G11

تعد G11/G12 الجيل السادس من الفئة السابعة، التي تُنتج منذ عام 2015. تم الكشف عنها في 10 يونيو 2015 في مقر بي إم دبليو في ميونخ. وقُدمت للجمهور رسمياً في معرض ألمانيا الدولي للسيارات عام 2015.
G11 هو الاسم الرمزي لنموذج قاعدة العجلات القصيرة، السيارات ذات قاعدة عجلات طولية تحمل الاسم الرمزي G12 وتُميز بحرف L إضافي.

## الإنتاج والمبيعات
| السنة | إجمالي الإنتاج | مبيعات الولايات المتحدة | مبيعات الصين |
| ----- | -------------- | ----------------------- | ------------ |
| 1995  |                | 22,637                  |              |
| 1996  |                | 22,775                  |              |
| 1997  | 49,700         | -                       |              |
| 1998  | 47,300         | -                       |              |
| 1999  | 43,000         | 18,233                  |              |
| 2000  | 39,000         | 16,619                  |              |
| 2001  | 32,749         | 13,389                  |              |
| 2002  | 53,504         | 22,006                  |              |
| 2003  | 57,899         | 20,473                  |              |
| 2004  | 47,689         | 16,155                  |              |
| 2005  | 50,062         | 18,165                  |              |
| 2006  | 50,227         | 17,796                  |              |
| 2007  | 44,421         | 14,773                  |              |
| 2008  | 38,835         | 12,276                  |              |
| 2009  | 52,680         | 9,254                   | 16,006       |
| 2010  | 65,814         | 12,253                  | 26,553       |
| 2011  | 68,774         | 11,299                  | 33,500       |
| 2012  | 59,184         | 11,098                  | 26,808       |
| 2013  | 56,001         | 10,932                  | 25,916       |
| 2014  | 48,519         | 9,744                   | 21,896       |
| 2015  | 36,364         | 9,292                   | 13,692       |
| 2016  | 61,514         | 12,918                  |              |
| 2017  | 64,311         | 9,276                   |              |

مبيعات السيارات الهجينة من الفئة السابعة في الولايات المتحدة:
| 2010 | 2011 | 2012 | 2013 | 2014 | 2015 | 2016 |
| ---- | ---- | ---- | ---- | ---- | ---- | ---- |
| 101  | 338  | 231  | -    | 45   | 12   | 1    |

## روابط خارجية
- بي إم دبليو الفئة السابعة
- معلومات عن طراز الفئة السابعة الجديد